# Obrium complanatum
Obrium complanatum es una especie de escarabajo longicornio del género Obrium, clasificada en la tribu Obriini, de la subfamilia Cerambycinae. Fue descrita por Gressitt en 1942.
La especie mide 5,5 mm de longitud y el período de actividad en adultos se presenta en abril. Se distribuye por China, Asia.